# لويس موداي
لويس موداي (بالفرنسية: Louis de Maud'huy)‏ أو مودهواي هو لويس إرنست موداي (1857 - 1921م), هو أحد قادة الجيوش الفرنسية أثناء الحرب العالمية الأولى وقد أشتهر خلال معاركه في بداية الحرب والتي استمرت لمدة أربعة أعوام، خصوصا في دفاعه ضد القوات الألمانية.

## في بدايات الحرب
سطع نجم موداي عند تسلمه قيادة الجيش العاشر للقوات الفرنسية، ومما زاده شهرة دفاعه الناجح في معركة أراس ضد القوات الألمانية وعدم تمكن الغزاة من دخول بلدة أراس، كما أن دوره في الدفاع عن الحدود الشمالية لفرنسا وإعاقة تقدم الألمان ولو لفترة وجيزة، كان له فائدة لموداي نفسه خلال الفترة الأخيرة من الحرب.

## ربيع 1918م
في ربيع عام 1918م شنت القوات الألمانية هجوما مفاجئا على القوات الفرنسية في آيسن، وكان الهجوم قويا ومفاجئا مما اضطر القوات الفرنسية للتراجع وجعل الألمان على بعد خطوات من باريس، وكان من ضمن القادة الفرنسيون المتراجعون موداي نفسه، فما كان من رئيس الوزراء الفرنسي في ذلك الوقت جورج كليمنصو إلا أن قام بتخفيض رتبته وجعله قائدا للفيلق الخامس عشر.

## وفاته
بعد الانتصار الفرنسي الساحق على الألمان في نوفمبر 1918م وتحرير مدينة ميتز الفرنسية، والتي شارك موداي في تحريرها بقيادة الفيلف الخامس عشر، عين قائد الجيش الفرنسي المارشال فوك موداي حاكما عسكريا لميتز. وفي العام 1921م توفي موداي عن عمر يناهز 64 سنة.